# توله‌سگی‌خزندگان
توله‌سگی‌خزندگان (نام علمی: Scylacosauridae) نام یک تیره از زیرراسته ددسران است.